# Prix Clifford E. Lee
 (mai 2020).
Si vous disposez d'ouvrages ou d'articles de référence ou si vous connaissez des sites web de qualité traitant du thème abordé ici, merci de compléter l'article en donnant les références utiles à sa vérifiabilité et en les liant à la section « Notes et références ».
Le prix Clifford E. Lee est remis annuellement pour récompenser un chorégraphe émergent au Canada. 
Ce prix a été établi en 1978 par la fondation de Clifford E. Lee.

## Lauréats
- 1978 - Mauryne Allan, Spring
- 1979 - Judith Marcuse, Sadhana Dhoti
- 1980 - Renald Rabu, Sparks
- 1981 - Jennifer Mascall, Acoustic Noose
- 1982 - Stephanie Ballard, Light Failing
- 1983 - Martine Epoque, Constellation I
- 1984 - Aucune remise
- 1985 - Constantin Patsalas, Notturni
- 1986 - Christopher House, Go Yet Turning Stay
- 1987 - David Earle, Cloud Garden
- 1988 - Randy Glynn, Capricciosa
- 1989 - Mark Godden, Sequoia
- 1990 - Howard Richard, . . . And There You Are, All Alone Together
- 1991 - Edward Hillyer, De Profundis
- 1992 - Lola MacLaughlin, Waterwheel
- 1993 - Bengt Jörgen, Bonds of Affection
- 1994 - Michael Downing, Channel
- 1995 - Crystal Pite, Quest
- 1996 - Gioconda Barbuto et Joe Laughlin
- 1997 - Shawn Hounsell, Creaturehood
- 1998 - Gaètan Gingras, Shaping Worlds as Fire Burns...
- 1999 - Allen Kaeja, Excavating ascent
- 2000 - Wen Wei Wang, Snow
- 2001 - Aucune remise
- 2002 - Benjamin Hatcher, Covenant
- 2003 - Andrew Giday
- 2004 - D. A. Hoskins, Configurations of the Body
- 2005 - Peter Quanz et Sabrina Matthews